# Юртаєво
Юрта́єво (рос. Юртаево) — село у складі Александровського району Оренбурзької області, Росія.

## Населення
Населення — 127 осіб (2010; 180 у 2002).
Національний склад (станом на 2002 рік):
- мордва — 64 %
- росіяни — 32 %